# Chain of Lakes Park
Le Chain of Lakes Park est un stade de baseball situé à Winter Haven en Floride. 

## Histoire
Cette enceinte inaugurée en 1966 est utilisée par l'équipe de ligue mineure de baseball des Indians de la Côte du Golfe qui évolue en Gulf Coast League.
Pendant les mois de février et de mars, ce stade est utilisé depuis 1993 par la franchise de MLB des Indians de Cleveland afin de préparer ses saisons. Entre 1966 et 1992, les Red Sox de Boston utilisèrent ce stade comme camp d'entraînement.